# 扎基寺
扎基寺，又称“扎基拉姆寺”（英語：Zashi Lhamo Temple），藏语称“扎基拉康”，位于西藏自治区拉萨市城关区扎基东路，是一座藏传佛教格鲁派寺院。

## 简介
扎基寺位于扎基东路。依照大部分人流传的说法，扎基寺的名字出自起初建寺时只有四位僧人（僧人在藏语中称“扎巴”，“基”是藏语数字“四”在汉译后的变音）。扎基寺是色拉寺的属寺，僧人由色拉寺派来轮值。
老辈拉萨人介绍，扎基寺原主要受拉萨的汉人、驻藏的清兵信仰（或许是因寺内供奉的扎基拉姆据说来自汉地，属于他们的老乡），而当年求财运者多爱到色拉达果巷内的一座格鲁派小庙祈祷并供养。
如今扎基寺重建后，因到拉萨打工或做生意的外地人日益增多等原因，扎基寺逐渐变为以求财而知名的寺院。拉萨的导游及汉文书籍多向汉人宣传扎基寺为 “拉萨唯一的财神庙”，但这并非事实，拉萨还有许多其他供奉财尊之庙。扎基寺既不是专门供奉财尊的寺院，也不是拉萨唯一供奉着财尊的寺院。
扎基寺的扎基拉姆，以灵验而闻名，尤其是在财运方面。如今到扎基寺朝拜者，无论是汉人还是藏人，多为求财而来。朝拜者在门口购买供品，将桑枝投入寺外的煨桑炉，随后携白酒、哈达进入殿堂。
扎基寺大殿中央供奉的主尊佛像、祖师像等等，与其他格鲁派寺院完全类似，仅在入门处进门左侧设有一尊扎基拉姆像，右侧设有一尊地神像。这种布局也是西藏寺院中常见的布局。例如八廓北面的色拉达果巷内的格鲁派小庙，其中央供奉着迦叶佛及八大菩萨，两侧即供奉臧巴拉、多闻天王、财续佛母等多尊财尊。藏传佛教其他各派寺院也常供奉不同的财尊。
扎基拉姆并非西藏原有的护法。传说，她是吉祥天母的世间化身，本来在汉地。她來到西藏的經過有不同的傳說。據藏人傳說，她因為美麗而被姐妹虐待，姐妹砍斷了她的腳，她長出雞腳取代。她要求應邀入宮的第二世吉倉日追活佛帶她回西藏。一種傳說是活佛拒絕了，因此她變成鳥隨他飛回西藏，另一種傳說是她被姐妹毒害後，神識隨他回到西藏。據漢人學者說法，她随一位曾经赴汉地的色拉寺大师抵达拉萨（也有说法称她是随文成公主进藏），便被供奉在扎基寺。根据口头传说，她初来西藏时，因美丽而被本地许多女鬼神嫉妒，便下毒加害，并砍去她的双足。扎基拉姆用神通将毒药逼到舌头中，并用鸡脚接在腿上代替被砍掉的双足。本地女鬼从此不再招惹扎基拉姆。根据该典故，扎基拉姆像双眼圆睁，面部呈黑色，因曾经中毒涨大而无法缩回口内的舌头伸在口外，双足为一对鸡脚。或许因她来自外地，在拉萨的外地人都爱求她保佑，将她视为在拉萨的外地人的保护神。可能因在拉萨的外地人大多经商，所求多为生意顺利，故扎基拉姆便演变成了求财的对象。准备自拉萨赴外地经商、学习的藏人，也因扎基拉姆来自外地，故多到扎基寺祈求她保佑。
向扎基拉姆祈祷者，可在扎基拉姆像前将酒交给负责的僧人，僧人把酒倒入一专用器皿，祈祷者随后向扎基拉姆像敬献9哈达、供养，并用头抵住扎基拉姆像祈祷。拉萨民众认为，向扎基拉姆求财以每周三为最佳，但其他日子也可朝拜。
扎基拉姆对面的地神，是扎基寺所在地的地神。由于扎基拉姆和地神属于世间护法，佛教徒一般不会对其像顶礼，而是仅作供养，祈求世俗愿望达成。
扎基寺僧人念诵的经文与色拉寺等其他格鲁派寺院类似。许多来此朝拜者喜欢在此请僧人念经祈祷。寺院楼上，提供向吉祥天母求签的服务。信众随力提供供养，便可以祈祷指引，随后抽出签文，请负责的僧人解签。大殿外设有寺院的流通处，可购买各种护身符。此处有时会出售一种招财运的缘起宝丸，是一种包含多种具有吉祥招运之意的材料的丸子，用不同颜色的布包裹着，封以火漆印，2010年时每颗宝丸十元人民币。这种宝丸的包装与珍贵藏药的包装相似，但并非药物，不可口服。